# Савинки (Пензенская область)
Савинки — село в Наровчатском районе Пензенской области России. Входит в состав Вьюнского сельсовета.

## География
Село находится в северо-западной части Пензенской области, в пределах западного склона Приволжской возвышенности, в лесостепной зоне, на левом берегу реки Шмаренки, на расстоянии примерно 14 километров (по прямой) к западу-юго-западу от села Наровчат, административного центра района. Абсолютная высота — 193 метра над уровнем моря.

### Климат
Климат характеризуется как умеренно континентальный, с холодной продолжительной зимой и тёплым летом. Среднегодовая температура воздуха — 3,6 — 3,8 °C. Средняя температура воздуха самого тёплого месяца (июля) — 20 °C; самого холодного (января) — −13 °C. Безморозный период длится 128 дней. Продолжительность вегетационного периода — в среднем 176 дней. Среднегодовое количество атмосферных осадков составляет 538 мм, из которых большая часть выпадает в тёплый период. Снежный покров устанавливается в конце ноября и держится в течение 136 дней.

### Часовой пояс
Село Савинки, как и вся Пензенская область, находится в часовой зоне МСК (московское время). Смещение применяемого времени относительно UTC составляет +3:00.

## Население
| 1795 | 1864  | 1877  | 1897  | 1912  | 1926  | 1930  |
| ---- | ----- | ----- | ----- | ----- | ----- | ----- |
| 1000 | ↗1207 | ↗1307 | ↘1076 | ↗1460 | ↘1233 | ↗1469 |
| 1937 | 1959  | 1979  | 1989  | 1996  | 2002  | 2010  |
| ↘810 | ↘513  | ↘273  | ↘232  | ↗240  | ↘219  | ↘213  |

### Национальный состав
Согласно результатам переписи 2002 года, в национальной структуре населения русские составляли 100 % из 219 чел.